# Mentana
Mentana ist eine italienische Gemeinde (comune) in der Metropolitanstadt Rom, Region Latium, mit 22.605 Einwohnern (Stand 31. Dezember 2023). Sie liegt 29 Kilometer nordöstlich von Rom.

## Geographie
Mentana liegt an der Via Nomentana, die nach dem lateinischen Namen der Stadt, Nomentum, benannt ist.

## Bevölkerung
| 1871  | 1901  | 1921  | 1951  | 1971   | 1991   | 2001   | 2011   | 2021   |
| ----- | ----- | ----- | ----- | ------ | ------ | ------ | ------ | ------ |
| 1.154 | 1.967 | 2.869 | 6.398 | 16.645 | 30.360 | 16.288 | 20.772 | 22.612 |

Quelle: ISTAT
Die Ortsteile Tor Lupara di Mentana und Santa Lucia di Mentana wurden  am 15. Oktober 2001 in die neue Gemeinde Fonte Nuova ausgegliedert.

## Politik
Guido Tabanella (Mitte-rechts-Bündnis) wurde im Juni 2006 zum zweiten Mal zum Bürgermeister gewählt. Sein Mitte-rechts-Bündnis stellt auch mit 12 von 20 Sitzen die Mehrheit im Gemeinderat. Seit dem 23. Juni 2016 ist Marco Benedetti Bürgermeister.

## Geschichte
Am 3. November 1867 besiegten Truppen des Kirchenstaats unter General Hermann Kanzler und französische Hilfstruppen unter General Balthazar de Polhès in der Schlacht von Mentana das Freiwilligenheer Giuseppe Garibaldis, das den Kirchenstaat erobern und in das neue, vereinte Italien eingliedern wollte.